# 索尼·埃斯特
索尼·埃斯特（西班牙語：Sony Esteus）是一位海地無線電新聞工作者，因於1991年被襲擊而聞名。埃斯特既是促進社會傳播協會（Société Animación Kommunikation Social，簡稱）的執行董事，亦是加勒比地區的世界社區廣播者協會代表。
於1992年，埃斯特因勇於報道1991年海地政變而獲保護記者委員會頒發国际新闻自由奖。

## 記者生涯
埃斯特於促進社會傳播協會中當了十七年執行董事。促進社會傳播協會是一個支持海地設立以社區為基礎的無線電台的組織。在其鼎盛時期中，促進社會傳播協會支持全國約30個社區電台。但大部份電台均受2010年地震的影響而被迫暫停廣播。埃斯特亦是世界社區廣播者協會的加勒比地區代表。

## 監禁與審訊
在1991年海地政變中，當時的海地總統让-贝特朗·阿里斯蒂德被塞德拉斯將軍發動的軍事政變推翻。而埃斯特在當時正在為電台熱帶調頻（Tropic FM）工作。於1992年4月12日，當埃斯特正在報道一次政治集會時，三個便衣警察拘捕了他。之後，他被押上一輛計程車，並被送往太子港警察總部。在總部裡，警官們指責他對前總統阿里斯蒂德表示同情。之後，他被警方關押和審問了五個小時。
在審問期間，警方用利器劃傷了他，用手槍敲打他，並強迫他躺在地上，同時用棍子毆打他。醫院後來發現他的右手、左手臂、以及左手兩根手指在襲擊中被打斷。在最後的審訊裡，警員們要求埃斯特承認他曾分發親阿里斯蒂德的傳單。當埃斯特拒絕警員們的要求時，一位警察隊長聲稱他們剛剛發現埃斯特是一名記者，並命令警員們們釋放他。事發後，面對著威脅和攻擊的熱帶調頻決定暫停廣播。而埃斯特則花了3個月療傷。

## 獎項
在同年晚些時候，埃斯特獲保護記者委員會頒發CPJ国际新闻自由奖。国际新闻自由奖旨在表彰「面對攻擊、威脅或監禁時，仍然願意捍衞新聞自由的人」。保護記者委員會指出埃斯特獲獎是因為他勇於報道1991年海地政變，並不懼怕攻擊、威脅和監禁。
獲獎後，埃斯特於電台海地英特（Haiti Inter）工作了近10年，直至該電台於2003年關閉為止。